# سینما ۴بعدی
سینما ۴دی (به انگلیسی: Cinema 4D) که به اختصار C4D نیز گفته می‌شود، نرم‌افزار مدل‌سازی، انیمیشن، موشن گرافیک و پردازش سه‌بعدی است که توسط شرکت آلمانی مکسون (به انگلیسی:Maxon) عرضه شده‌است. این نرم‌افزار ویژگی‌های رایج دیگر نرم‌افزارهای سه‌بعدی از قبیل انیمیشن و نور پردازی و پردازش سه‌بعدی و متریال‌سازی را دارد.
این نرم‌افزار به سادگی در کاربرد مشهور است و یکی از نرم‌افزارهای حرفه‌ای در زمینهٔ طراحی ۳ بعدی می‌باشد.

## تاریخچه
ابتدا سینما چهار بعدی در سال ۱۹۹۰ میلادی و برای کامپیوتر های آمیگا عرضه شد و ۳ نسخه‌ی ابتدایی این نرم افزار را به طور انحصاری برای این رایانه ارائه می‌کردند. کمپانی مکسون در نسخه‌ی چهارم سینما فوردی تصمیم گرفت تا این نرم افزار را برای سیستم‌های ویندوز و مک نیز عرضه کند تا مخاطبان بیشتری به آن جذب شوند.

## بررسی اجمالی
در حال حاضر چهار نوع نرم‌افزار از کمپانی Maxon در دسترس کاربران می‌باشد.
1. هستۀ Cinema 4D یا همان نسخۀ اولیۀ این نرم‌افزار که امروزه از آن با عنوان نسخۀ Prime نیز یاد می‌شود.
2. نسخۀ broad cast که در این نسخه امکاناتی جهت ایجاد موشن گرافیک افزوده شده‌است.
3. نسخۀ Visialize که در آن توابع و دستوراتی جهت طراحی معماری افزوده شده‌است.
4. نسخۀ Studio که از تمامی امکانات برخوردار می‌باشد.

قابلیتهای سینما فوردی (c4d)
سینما فوردی قابلیتهای فراوانی دارد که مهمترین آنها مانند :
۱- قابلیت ترکینگ سه بعدی که در خود نرم افزار بصورت پیش فرض قرار داده شده است.
۲- قابلیت فوکوس دقیق اشیاء بصورت کاملا بصری که در نسخه ۲۰۲۳ گنجانده شده است.
۳-قابلیت برقراری ارتباط به سایر نرم افزار های سه بعدی مانند : زیبراش ، هودینی و سابستنس پینتر

## موتورهای رندر ارائه شده برای سینما چهاربعدی
- Redshift
- finalRender
- FurryBall
- FryRender
- Indigo Renderer
- Krakatoa from Thinkbox Software
- Maxwell Render from Next Limit Technologies
- mental ray
- Octane Render
- Cycles 4D
- SunFlow
- V-ray
- Corona Renderer
- Arnold Renderer

## همچنین بنگرید به
- لایت‌ویو تری‌دی
- بلندر
- اتودسک تری‌دی‌اس مکس
- آتودسک مایا